# جزيرة بيمانتوان
جزيرة بيمانتوان وهي جزيرة من جزر إندونيسيا، وتقع في إقليم كالمنتان الشرقية.